# 모하마드 바키르 알사드르

대 아야톨라 사이이드 모하마드 바키르 알사드르(아랍어: آية الله العظمى السيد محمد باقر الصدر, 영어: Ayatollah Sayyid Mohammad Baqir al-Sadr, 1935년 3월 1일? ~ 1980년 4월 9일)은 이라크 시아파 성직자이다. 그는 모하마드 사데크 알사드르의 육촌 형제로 모크타다 알사드르의 재당숙(再堂叔)이 된다.
추종자들에 따르면 바키르 알사드르는 1935년 3월, 카지마인에서 신학자 집안으로 유명한 알사드르 가문의 아야톨라 하이다르 알사드르의 아들로 태어났다. 그러나 그의 아버지가 1937년에 죽으면서 가족은 무일푼 신세가 된다.
1945년 가족은 시아파 성지 나자프로 이주했는데, 그곳에서 알사드르는 일생을 보내게 된다. 모하마드 바키르 알사드르는 25살에 신학교에서의 종교 수업을 마치고 강의를 시작했다.
강의를 하는 동안 그는 이라크 시아파 공동체의 주요 인사로 발돋움하였고, 그의 많은 저술이 기록되었다.
그의 첫 번째 저작은 마르크스주의를 상세히 비판한 책으로, 대안적인 이슬람식 정부에 대한 초기 구상을 담고 있다. 아마도 그의 가장 중요한 업적은 이슬람 경제학에 대한 가장 중요한 연구 중 하나인 Iqtisaduna(우리 경제)일 것이다.
이 연구는 공산주의와 자본주의를 함께 비판하고 있다. 이어 그는 쿠웨이트 정부에 의해 그 나라의 석유로 인한 부가 이슬람적 원칙들에 부합되게 관리될 수 있는지 검토하도록 위촉받았다. 이를 통해 지금도 근대 이슬람 은행들의 기초를 이루고 있는 이슬람 은행업에 대한 주요 연구를 완성했다.
그는 또한 이라크에서 이슬람주의 운동을 결성하기 위해 사이드 모하마드 바키르 알하킴과 같이 활동했다. 이는 바트당의 주목을 끌게 되어, 아야톨라 알사드르에 대한 여러 차례의 투옥이 벌어졌다.
투옥 중에 그는 고문에 여러차례 굴복했지만, 석방된 후에는 그의 작업을 계속하였다.
근대 이슬람주의 사상의 선구자 중 하나로서 그는 후에 이란에서 자리잡은 것처럼 서구식 민주적 선거를 치르지만 모든 법이 이슬람의 가르침에 어긋나지 않도록 보장하는 무슬림 학자들의 기구가 병존하는 개념을 처음 창안해낸 것으로 유명하다. 그는 아야톨라 호메이니의 밀접한 동지이자 지지자였으나, 호메이니에 비하면 보다 온건한 견해를 견지했다.
1977년 나자프 봉기가 일어나자 그는 무기징역을 선고받았다. 그러나 그의 대단한 인기 때문에 2년 후에 석방되어 가택연금에 처해졌다. 1980년 호메이니와 이슬람 혁명을 옹호하는 글을 쓰자, 사드르는 사담 후세인 정권에 의해 다시 한번 투옥되어 고문을 받고 처형되었다. 그의 누이 아미나 사드르 빈트 알후다도 함께 투옥되고 고문을 받고 처형되었다.

## 참고 자료
- Mallat, Chibli, The Renewal of Islamic Law : Muhammad Baqer as-Sadr, Najaf and the Shi'i International, Cambridge Univ. Press, 1993, ISBN 0-521-43319-3
- Mallat, Chibli. "Muhammad Baqir as-Sadr." in Ali Rahnema ed, Pioneers of Islamic Revival., London, Zed Books, 1994, ISBN 1-85649-254-0
- https://web.archive.org/web/20051221141346/http://www.alsadr.com/ : 모하마드 바키르 알사드르에 대한 웹사이트
- Two of his books: Falsafatuna (우리 철학), Iqtisaduna (우리 경제 - 요약만)